# Seka (huyện)
Seka (tiếng Thái: เซกา) là một huyện (amphoe) ở phía đông của tỉnh Nong Khai, đông bắc Thái Lan.

## Địa lý
Các huyện giáp ranh (từ phía tây theo chiều kim đồng hồ) là Phon Charoen, Si Wilai, Bueng Kan, Bung Khla, Bueng Khong Long của tỉnh Nong Khai, Na Thom của tỉnh Nakhon Phanom, Akat Amnuai, Kham Ta Kla và Ban Muang của tỉnh Sakon Nakhon.
Sông chính của huyện này là sông Songkhram.  Khu bảo tồn hoang dã Phu Wua nằm ở Huyện.

## Hành chính
Huyện này được chia thành 9 phó huyện (tambon), các đơn vị này lại được chia ra thành 131 làng (muban). Có hai thị trấn (thesaban tambon) - Si Phana nằm trên một phần của tambon Seka, and Tha Sa-at nằm trên một phần của tambon cùng tên. Có 9 Tổ chức hành chính tambon.
| STT | Tên           | Tên tiếng Thái | Số làng | Dân số |  |
| --- | ------------- | -------------- | ------- | ------ |  |
| 1.  | Seka          | เซกา           | 22      | 17.633 |  |
| 2.  | Sang          | ซาง            | 12      | 8.487  |  |
| 3.  | Tha Kok Daeng | ท่ากกแดง        | 16      | 6.830  |  |
| 6.  | Ban Tong      | บ้านต้อง         | 15      | 10.079 |  |
| 7.  | Pong Hai      | ป่งไฮ           | 17      | 9.975  |  |
| 8.  | Nam Chan      | น้ำจั้น           | 12      | 5.911  |  |
| 9.  | Tha Sa-at     | ท่าสะอาด        | 13      | 9.271  |  |
| 12. | Nong Thum     | หนองทุ่ม         | 12      | 6.716  |  |
| 13. | Sok Kam       | โสกก่าม         | 12      | 5.604  |  |